# Rožle Bohinc
Rožle Bohinc (* 15. Februar 2004) ist ein slowenischer Eishockeyspieler, der seit 2024 beim HK Olimpija in der ICE Hockey League unter Vertrag steht, parallel aber auch beim HK Celje in der Alps Hockey League zum Einsatz kommt.

## Karriere
Rožle Bohinc begann seine Karriere in den Nachwuchsmannschaften des slowenischen Clubs HK MK Bled, wo er zunächst die Nachwuchsteams durchlief. Als 15-Jähriger debütierte er in der slowenischen Eishockeyliga. Später spielte er für den Klub auch in der International Hockey League. 2022 wechselte er zum HDD Jesenice, mit dem er 2023 sowohl die Alps Hockey League, als auch die International Hockey League gewann. Nach zwei Jahren verließ er die Oberkrainer 2024 und schloss sich dem HK Olimpija aus der ICE Hockey League an. Parallel wird er auch beim HK Celje in der Alps Hockey League eingesetzt.

### International
Für Slowenien nahm Bohinc im Juniorenbereich an der U18-Weltmeisterschaft der Division I 2022 sowie den U20-Junioren-Weltmeisterschaften der Division I 2023 und 2024 teil.
Im Seniorenbereich stand er erstmals bei der Weltmeisterschaft der Division I 2024 im Aufgebot seines Landes, als der Aufstieg in die Top-Division gelang. Zudem vertrat er sein Heimatland bei der Qualifikation für die Olympischen Winterspiele in Mailand 2026.

## Erfolge und Auszeichnungen
- 2023 Gewinn der Alps Hockey League mit HDD Jesenice
- 2023 Gewinn der International Hockey League mit HDD Jesenice
- 2024 Aufstieg in die Division I, Gruppe A, bei der U20-Weltmeisterschaft der Division I, Gruppe B
- 2024 Aufstieg in die Top-Division bei der Weltmeisterschaft der Division I, Gruppe A